# Пуканец
Пуканец (словац. Pukanec) — село, громада округу Левіце, Нітранський край. Кадастрова площа громади — 26.2 км².
Населення 1823 особи (станом на 31 грудня 2018 року).

## Історія
Пуканец згадується 1075 року.

## Населення
| Рік:            | 1994. | 2004.   | 2014.   | 2024.   |
| --------------- | ----- | ------- | ------- | ------- |
| Кількість осіб: | 2178  | 2067    | 1925    | 1742    |
| Різниця:        |       | -5,09 % | -6,86 % | -9,50 % |

| Рік:            | 2023. | 2024.   |
| --------------- | ----- | ------- |
| Кількість осіб: | 1765  | 1742    |
| Різниця:        |       | -1,30 % |